# Polyura quaesita
Polyura quaesita är en fjärilsart som beskrevs av Corbet 1942. Polyura quaesita ingår i släktet Polyura och familjen praktfjärilar. Inga underarter finns listade i Catalogue of Life.